# Erlose
Erlose é um carboidrato trissacarídeo composto por duas moléculas de glicose e uma molécula de frutose. É encontrado em geleia e mel.